# Affaire du bébé Lindbergh

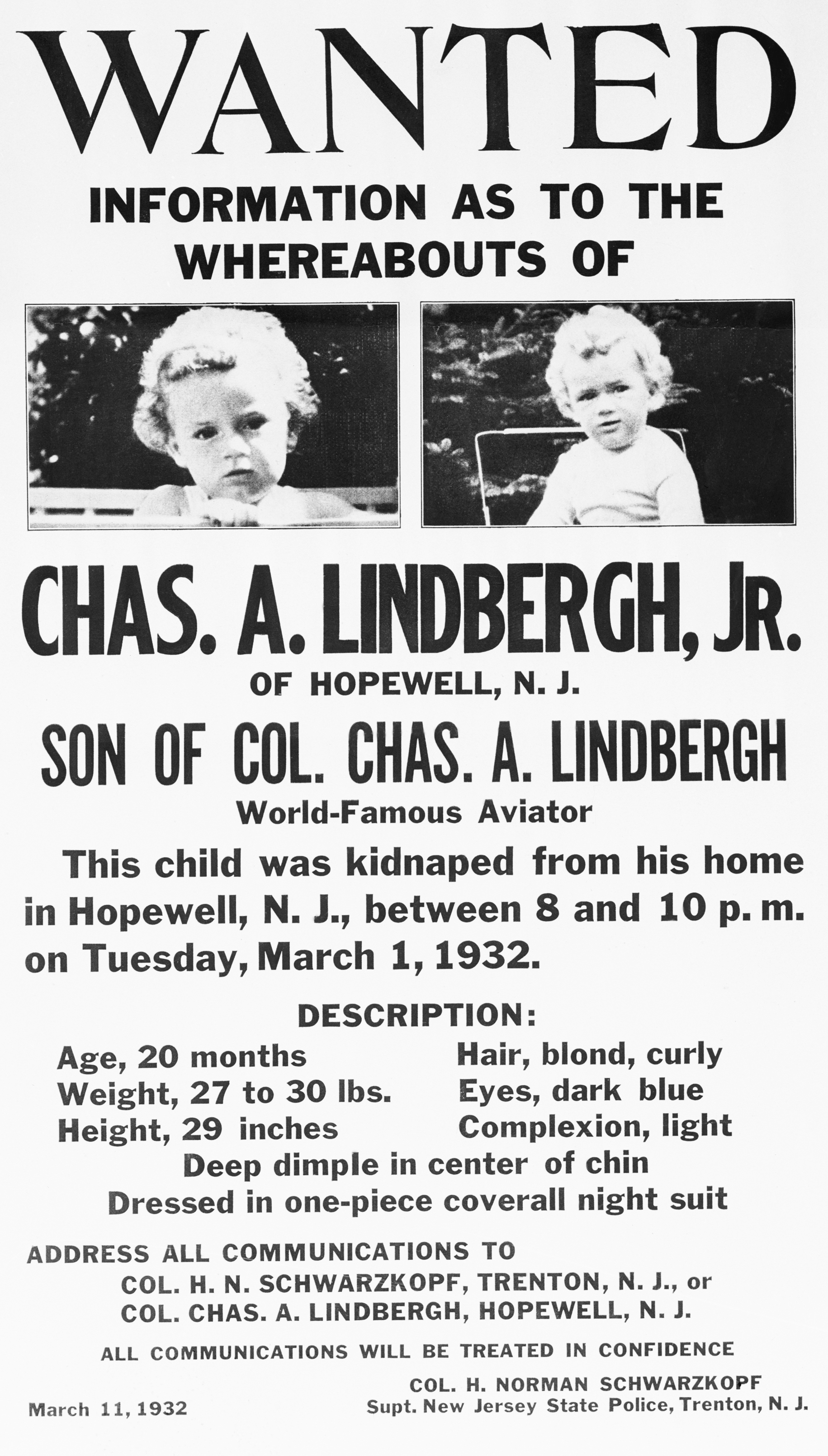
Affiche pour la disparition de Charles Augustus Lindbergh Jr.

L'enlèvement de Charles Augustus Lindbergh Jr., fils de l'aviateur Charles Lindbergh et d'Anne Morrow Lindbergh, est l'un des crimes les plus médiatisés du XXe siècle. Le nourrisson de 20 mois est enlevé de la maison de ses parents à East Amwell dans le New Jersey, située à côté de la ville d'Hopewell, le soir du 1er mars 1932. Plus de deux mois après, le 12 mai 1932, son corps est retrouvé à peu de distance du domicile des Lindbergh. Un examen médical détermine que la cause de la mort était une importante fracture du crâne.
Après une enquête qui dure plus de deux ans, Bruno Hauptmann est arrêté et accusé du crime. Après un procès qui dura du 2 janvier au 13 février 1935, Hauptmann est reconnu coupable du meurtre et condamné à mort. Il est exécuté sur la chaise électrique à la prison d'État du New Jersey, le 3 avril 1936, à 8 h 44. Hauptmann clame son innocence jusqu'à la fin.
Le journaliste H. L. Mencken nomme l'enlèvement et le procès qui en découle « l'histoire la plus intéressante depuis la Résurrection ». À la suite de ce crime, le congrès vote le Federal Kidnapping Act, communément appelée la « loi Lindbergh », qui reconnait l'enlèvement comme un crime fédéral.

## Le crime
À 20 heures, le soir du 1er mars 1932, la nourrice de la famille, Betty Gow, met Charles Lindbergh Jr. alors âgé de 20 mois dans son lit d'enfant. Elle fixe la couverture le recouvrant avec deux grosses épingles pour éviter qu'il ne bouge pendant son sommeil. Vers 21 h 30, Lindbergh entend un bruit qui lui fait penser que les lattes de la caisse pleine d'oranges se trouvant dans la cuisine s'étaient cassées. À 22 heures, Betty Gow découvre que le bébé n'est plus dans son berceau. Elle demande à Mme Lindbergh, qui sort juste de son bain, si le bébé est avec elle.
Ne trouvant pas Charles Lindbergh Jr. avec sa mère, la nourrice descend parler avec M. Lindbergh, qui se trouve dans la bibliothèque juste en dessous de la chambre du bébé, dans le coin sud-est de la maison. Charles Lindbergh monte tout de suite à la chambre de l'enfant pour constater par lui-même que le bébé n'y est plus. Tandis qu'il fouille la chambre, il découvre une enveloppe blanche sur le rebord de la fenêtre, au-dessus du radiateur.
Lindbergh prend son arme et fait le tour de la maison à la recherche d'intrus. En vingt minutes, la police locale est sur la route de la maison des Lindbergh, ainsi que les médias et l'avocat de la famille. Une seule empreinte de pneu est découverte un peu plus tard, dans la boue causée par les conditions climatiques pluvieuses de ce jour-là. Peu après que la police a commencé à chercher dans le périmètre proche de la maison, elle découvre dans un buisson proche trois morceaux d'une échelle rudimentaire mais intelligemment conçue.

## L’enquête
Le premier sur la scène du crime est le chef de la police d'Hopewell, Harry Wolfe. Il est bientôt rejoint par la police d'État du New Jersey. La police fouille la maison et les alentours sur des kilomètres.
Après minuit, un expert en empreintes digitales arrive à la maison des Lindbergh pour examiner la note laissée sur le rebord de la fenêtre ainsi que l'échelle. Celle-ci avait plus de 400 empreintes digitales partielles et quelques empreintes de pas sont relevées aux alentours. Cependant, la majeure partie n'a aucune valeur à cause de la quantité de journalistes et de policiers présents entre les premières 30 et 60 minutes après l'appel à l'aide. Pendant la recherche d'empreintes, aucune n'est découverte dans la chambre. Ni celles de M. et Mme Lindbergh, ni celles du bébé, ni celles de Betty Gow. Ils s'aperçoivent bientôt qu'aucune preuve tangible ne pourrait être trouvée à l'extérieur de la maison. La note trouvée par Lindbergh est ouverte et lue par la police après leur arrivée. La lettre, brève et écrite à la main, contient beaucoup de fautes d’orthographe et de grammaire.

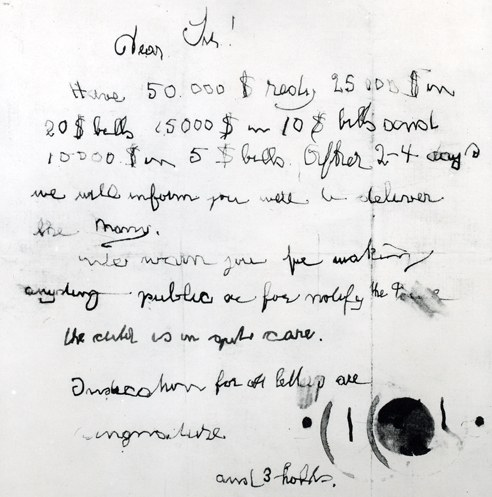
Demande de rançon laissée sur les lieux du kidnapping du bébé Lindbergh.

| Dear Sir! Have 50.000$ redy 25.000$ in 20$ bills 15.000$ in 10$ bills and 10.000$ in 5$ bills After 2–4 days we will inform you were to deliver the mony. We warn you for making anyding public or for notify the Police The child is in gut care. Indication for all letters are Singnature and three hohls. | Cher Monsieur ! Ayez 50 000 $ prêts 25 000 $ en billets de 20 $ 15 000 $ en billets de 10 $ et 10 000 $ en billets de 5 $ Après 2-4 jours nous vous informerons où déposer l'argent. Nous vous mettons en garde de ne rien rendre public ou notifier à la police L'enfant est entre de bonnes mains. Les indications pour toutes les lettres sont Signature et trois trous. |

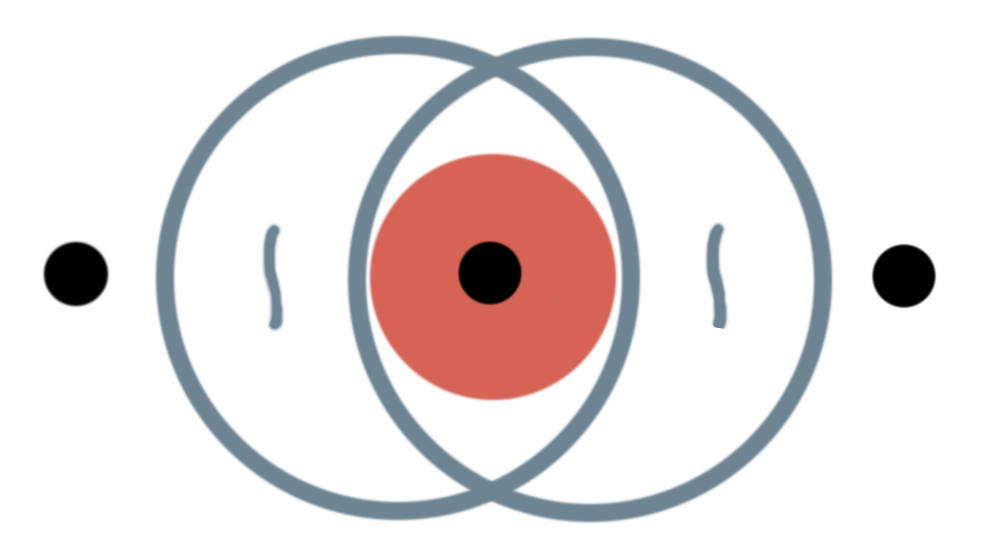
Représentation du dessin retrouvé en bas du message.

Il y a deux cercles interconnectés (colorés en rouge et en bleu) en bas du message, avec un trou fait au milieu du cercle rouge et deux autres trous en dehors des cercles.
La nouvelle de l'enlèvement se répandit rapidement et beaucoup de personnes influentes se rendirent chez les Lindbergh. Des colonels de l'armée offrirent leur aide, bien qu'un seul d'entre eux ait eu l'expertise de l'application de la loi : Norman Schwarzkopf, Sr. (en), super-intendant de la police d'État du New Jersey. Les autres colonels étaient Henry Skillman Breckinridge, un avocat de Wall Street, et William J. Donovan (alias « Wild Bill » Donovan, un héros de la Première Guerre mondiale qui dirigerait plus tard l'OSS). Lindbergh et ces hommes étaient persuadés que l'enlèvement avait été perpétré par une figure du crime organisé. Ils pensèrent également que la lettre avait été écrite par quelqu'un dont la langue maternelle était l'allemand. Charles Lindbergh, à ce moment, utilisa son influence pour contrôler la direction de l'enquête.
Ils contactèrent Mickey Rosner, une petite frappe de Broadway dont il se murmurait qu'il connaissait des truands. Rosner, à son tour, apporta à l'enquête les noms de deux propriétaires de bars clandestins : Salvatore « Salvy » Spitale et Irving Blitz. Lindbergh approuva rapidement le duo et leur présenta ses intermédiaires. Inconnus de Lindbergh, cependant, Blitz et Spitale étaient en réalité de mèche avec le Daily News de New York, un journal qui espérait utiliser les deux compères pour devancer les autres journaux dans la course au scoop.
Quelques grandes figures du crime organisé – notamment Al Capone – depuis leurs prisons, offrirent leur aide pour retrouver le bébé en échange d'argent ou de remise de peine. Plus précisément, Capone offrit son aide en échange de sa libération, prétextant qu'il serait plus efficace en liberté. Cette offre fut rapidement rejetée par les autorités.
Le lendemain de l'enlèvement, au matin, le président Herbert Hoover fut informé du crime. Bien que le cas n'autorise normalement pas une implication au niveau fédéral (l'enlèvement était alors classifié comme crime local), Hoover déclara qu'il remuerait « ciel et terre » pour retrouver l'enfant disparu. Le Bureau d'investigation (pas encore appelé FBI), fut autorisé à enquêter sur le cas, pendant qu'on laissait entendre à l'USCG, à l'United States Customs Service, à l'Immigration and Naturalization Service et à la police de Washington que leur aide serait peut-être requise. Un haut fonctionnaire du New Jersey annonça une récompense de 25 000 $ si « Little Lindy » était rendu sain et sauf. La famille Lindbergh y ajouta 50 000 $. La récompense totale de 75 000 $ était encore plus impressionnante du fait qu'elle fut faite durant les premiers temps de la Grande Dépression.
Quelques jours après l'enlèvement, une nouvelle lettre de demande de rançon arriva chez les Lindbergh par la poste. Postée depuis Brooklyn, elle portait les marques rouges et bleues perforées. La police voulut examiner la lettre mais Lindbergh la confia à Rosner, qui lui dit vouloir la donner à ses supposés associés. En vérité, la note alla au Daily News, où quelqu'un la photographia. En quelques heures, les copies de la demande de rançon étaient vendues à chaque coin de rue de New York pour la modique somme de 5 $. Chaque lettre de demande de rançon reçue après celle-ci fut automatiquement déclarée suspecte.
Une seconde lettre de demande de rançon arriva alors par courrier, également postée de Brooklyn. Ed Mulrooney, commissaire de la police de New York, suggéra que, étant donné que les deux lettres venaient de Brooklyn, les ravisseurs avaient probablement travaillé à cet endroit. Mulrooney dit à Lindbergh que ses officiers pouvaient surveiller les boites aux lettres de Brooklyn, et qu'un dispositif pourrait être installé dans chaque boîte pour passer une par une les lettres lorsqu'elles seraient jetées dedans, pour aider à traquer toute personne qui pourrait être liée à l'affaire. Si Lindbergh Jr. était détenu à Brooklyn, Mulrooney insista sur le fait qu'un tel plan aiderait à localiser l'enfant. Mulrooney était prêt à aller très loin, y compris organiser un raid pour sauver le bébé. Lindbergh désapprouva fortement ce plan. Il eut peur pour la vie de son fils et avertit Mulrooney que si un tel plan était exécuté, il userait de son influence considérable pour ruiner la carrière de Mulrooney. Réticent, Mulrooney acquiesça.
Le lendemain du jour où Lindbergh rejeta le plan de Mulrooney, une troisième lettre fut envoyée. Elle venait également de Brooklyn. La lettre prévenait que puisque la police était dorénavant impliquée dans l'affaire, la rançon s'élevait à 70 000 $.

### John Condonalias« Jafsie »
Pendant tout ce temps, une personnalité bien connue du Bronx, un maître d'école à la retraite, John F. Condon — connu sous le surnom de Jafsie (pseudonyme fondé sur la prononciation phonétique à l'américaine de ses initiales « J.F.C. ») — écrivit une lettre au journal du Bronx Home News, proclamant son intention d'aider les Lindbergh de n'importe quelle façon qu'il pourrait, et ajouta 1 000 $ de ses propres économies à la récompense. Condon reçut une lettre provenant d’Home News, écrite par les ravisseurs. Elle était signée par les ronds rouges et bleus, et autorisait Condon à être l'intermédiaire entre eux et Lindbergh. Ce dernier authentifia la lettre, puisqu’aucun homme à ce moment ne semblait savoir que des copies de la première lettre s'étaient vendues par centaines.
Une rencontre entre « Jafsie » et les présumés ravisseurs fut organisée dans le cimetière de St. Raymond, dans le Bronx. Jafsie rapporta avoir parlé avec un homme à l'accent étranger caché dans l'ombre qui disait s'appeler John. L'homme assura que le petit Lindbergh était sain et sauf et gardé dans un bateau par les autres membres de la bande, deux hommes et deux femmes, mais s'inquiétait des conséquences d'une mort éventuelle du petit. Cependant, pour donner la preuve de la validité de ses avances, John promit de faire parvenir un bout du pyjama de l'enfant. Un paquet contenant un pyjama et une lettre arriva chez Condon le 16 mars 1932. Lindbergh reconnut le pyjama comme celui de son fils et ordonna à Jafsie d'envoyer un nouveau message aux ravisseurs. Condon passa une annonce dans le Home News disant : « Money is ready. No cops. No secret service. I come alone, like last time. » (« L'argent est prêt. Pas de police. Pas de services secrets. Je viendrai seul, comme la dernière fois. »).
Un mois après l'enlèvement, le 1er avril 1932, Condon reçut une lettre dans laquelle les ravisseurs se disaient prêts à encaisser la rançon.

### Le paiement de la rançon
La rançon fut mise dans une boite en bois artisanale, dans l'espoir que celle-ci pût être identifiée ultérieurement. La rançon elle-même était composée de certificats-or devant être retirés de la circulation dans un futur proche. On espérait alors que quelqu'un qui serait vu avec une telle quantité d'argent aiderait à identifier les ravisseurs. De plus, si les billets eux-mêmes n'étaient pas marqués, les numéros de série de chacun étaient enregistrés. Certaines sources créditent Frank J. Wilson de cette initiative alors que d'autres portent celle-ci au crédit d'Elmer Lincoln Irey.
Le soir suivant, le 2 avril, un chauffeur de taxi non identifié donna un message à Condon. Celui-ci rencontra l'expéditeur secret et lui dit que seuls 50 000 $ avaient pu être réunis. L'inconnu accepta l'argent et remit un message à Condon qui expliquait que l'enfant était supposé être sous la garde de deux femmes qui, selon le message, n'étaient pas liées au rapt.

### La découverte du corps
Le 12 mai, un chauffeur livreur, William Allen, stationna son camion sur le bord de la route à environ 7 km au sud du domicile des Lindbergh, près du hameau de Mount Rose, au voisinage du comté de Hopewell. Alors qu'il se rendait dans un bosquet pour se soulager, il découvrit le corps d'un bébé. Allen avertit la police qui emmena le corps à la morgue à Trenton dans le New Jersey. Le corps était en état de décomposition avancé, on découvrit également que le crâne était sévèrement fracturé. Le corps semblait avoir été abimé et attaqué par plusieurs animaux, il semblait également qu'on ait commencé de l'enterrer à la va-vite. La nourrice Gow identifia rapidement le bébé comme étant l'enfant enlevé, cela fondé sur le chevauchement particulier de deux orteils droits dont était porteur l'enfant, et grâce à la chemise qu'elle avait elle-même confectionnée pour l'enfant. Un témoignage nouvellement porté à la connaissance du public précise que Lindbergh, alors qu'il était à la morgue, utilisa une « brochette » pour ouvrir la bouche de son fils et ainsi pouvoir l'identifier grâce à sa denture. Les autorités supposent que l'enfant avait été tué accidentellement lors de l'enlèvement par la chute du ravisseur lorsqu'il redescendit de l'échelle qui s'est brisée,. Le père insista pour que le corps soit incinéré.
Une fois que le Congrès eut appris que l'enfant était mort, la législation fut modifiée, faisant désormais de l'enlèvement un crime fédéral. Le FBI pourrait maintenant participer au cas directement (dans l'affaire Lindbergh, la victime n'ayant pas franchi de frontière entre deux États, cette loi ne pouvait donc pas techniquement s'appliquer alors).
En juin 1932, les enquêteurs commencèrent à suspecter un crime commis par un proche des Lindbergh en qui ils avaient confiance. Les soupçons se portèrent alors sur Violet Sharp, une gouvernante britannique. Elle avait donné des témoignages contradictoires concernant son emploi du temps la nuit de l'enlèvement. Il fut indiqué qu'elle apparaissait en outre nerveuse, et inquiète pendant ses interrogatoires. Elle se suicida le 10 juin 1932 en ingérant un produit ménager contenant du cyanure de potassium, juste avant d'être interrogée pour la quatrième fois. Après finalement que son alibi fut confirmé, il fut admis que la peur de perdre son travail et le stress des interrogatoires qu'elle avait subis, l'avaient conduite au suicide. Les enquêteurs de la police furent alors critiqués pour leurs méthodes autoritaires.
Après le décès de Violet Sharp, John Condon fut également interrogé par la police, son domicile fut perquisitionné, mais rien ne fut trouvé qui pût relier Condon au crime. Charles Lindbergh soutint néanmoins Condon durant toute cette période.

## Bruno Hauptmann

### Enquête
Plus de deux ans après, le 18 septembre 1934, un « Certificat or » appartenant à la rançon utilisé comme paiement dans une station-service fut découvert ; le pompiste avait noté un numéro de plaque d'immatriculation au dos. Ces certificats ayant été retirés rapidement de la circulation, en voir un était inhabituel ; dans ce cas, cela avait attiré l'attention. La plaque d'immatriculation était celle d'une Dodge Sedan bleu foncé appartenant à Hauptmann. Ce dernier fut arrêté le jour suivant et accusé du meurtre.

### Procès
Le procès suscita une large couverture médiatique et fut surnommé le « Procès du siècle ». Il se déroula à Flemington dans le New Jersey du 2 janvier au 13 février 1935. L'avocat de Hauptmann, Edward J. Reilly, fut engagé et payé par The Daily Mirror détenu par le magnat de presse William Randolph Hearst, qui était un admirateur de Lindbergh et révélera par la suite qu'il détestait Hauptmann. Le colonel Henry S. Breckinridge fut l'avocat de Lindbergh tout au long du procès. Il avait servi d'intermédiaire pour les négociations liées à la rançon, assisté de Robert H. Thayer (en découvrant la disparition de son enfant, Lindbergh avait appelé Breckinridge avant d'avertir la police).
Les preuves à charge contre Hauptmann étaient constituées de plus de 14 000 $ provenant de la rançon, d'une échelle artisanale présumée avoir été utilisée lors de l'enlèvement (avec des échantillons de bois et l'équipement de menuisier trouvé à son domicile) et d'une expertise concluant que l'écriture et l'orthographe de Hauptmann étaient similaires à celles de la demande de rançon. Hauptmann fut reconnu comme l'homme à qui la rançon avait été remise. D'autres témoins certifièrent que c'était Hauptmann qui avait dépensé une partie des « certificats or » de la rançon Lindbergh, qu'il avait été vu près du Domaine de Hopewell, la demeure des Lindbergh, le jour de l'enlèvement et qu'il avait été absent à son travail le jour du paiement de la rançon.
Sur la base de ces preuves solides, mais indirectes, Hauptmann fut condamné à mort. Il nia sa culpabilité jusqu'au bout, insistant sur le fait que la boîte contenant les « certificats or » avait été laissée dans son garage par son ami Isidor Fisch, qui était retourné en Allemagne et y était mort de tuberculose en 1934.

## Dans les arts

### Bande dessinée
- En 1932, Hergé s'inspire immédiatement de l'actualité qu'il transpose directement dans son album Tintin en Amérique en imaginant le rapt de Milou par des gangsters, une affaire qui sera dans un premier temps confiée sans succès au détective Mike MacAdam[5].
- L'affaire du bébé Lindbergh fait partie de l'intrigue du comic Descendent chez Aftershock (2019).

### Littérature
- En 1934, Agatha Christie se sert de l'affaire du bébé Lindbergh comme base de l'intrigue de son roman Le Crime de l'Orient-Express[6].
- Le romancier Lionel White a publié en 1953 Rapt (The Snatchers), un roman s'inspirant de cette affaire, livre qui a ensuite inspiré les ravisseurs d'un enfant dans l'affaire Éric Peugeot en 1960[7].
- L'affaire du bébé Lindbergh fait partie de l'intrigue du roman Le Complot contre l'Amérique de Philip Roth (2004).

- Cette affaire du bébé Lindbergh apparaît également dans le roman de Alain Decker Jours de ténèbres(2023)

### Filmographie

#### Cinéma
- 1976 : L'Affaire Lindbergh de Buzz Kulik.
- 2001 : Le Masque de l'araignée de Lee Tamahori, le personnage Alex Cross, joué par Morgan Freeman fait allusion à cet enlèvement.
- 2011 : J. Edgar de Clint Eastwood, le directeur J. Edgar Hoover raconte une partie de l'enquête et le procès de Bruno Hauptmann.

#### Télévision
- 1995 : Les Simpson, épisode 8, saison 7 : Abraham Simpson prétend être le bébé de Lindbergh.
- 1996 : Le Crime du siècle de Mark Rydell, un immigrant allemand est exécuté en 1936 pour l'enlèvement et le meurtre du bébé Lindbergh.
- 2000 : La série américaine Family Guy, fait référence à l'affaire du bébé Lindbergh au sein de l'épisode 4 de la saison 2 : Brian in love (2000).
- 2007 : Dans Mad Men, episode 2 de la saison 1, Roger Sterling explique que ses parents ont licenciées leur gouvernante allemande suite a l’enlèvement du petit Lindbergh.
- 2010 : L'épisode 2 de la saison 2 de la série Mystères d'archives 1936 : L'Affaire Lindbergh revient sur le procès de Bruno Hauptmann.

### Musique
- Un jour après la découverte du meurtre du bébé Lindbergh, l'artiste Bob Miller (sous le pseudonyme de Bob Ferguson) enregistre deux chansons pour la Columbia le 13 mai 1932, commémorant l'événement. Les chansons sont sorties sur Columbia 15759-D avec les titres Charles A. Lindbergh, Jr. et There's a New Star Up in Heaven (Baby Lindy Is Up There)[8].